# Demonic (filme)
Demonic (Brasil: A Casa dos Mortos ) é um filme norte-americano de terror sobrenatural de 2015 dirigido por Will Canon, produzido por Lee Clay e James Wan, com roteiro escrito por Max La Bella, Doug Simon e Will Canon. O filme é estrelado por Maria Bello, Frank Grillo, Cody Horn, Dustin Milligan, Megan Park, Scott Mechlowicz, Aaron Yoo e Alex Goode.

## Sinopse
Em ‘A Casa dos Mortos‘, cinco amigos decidem sair à caça de fantasmas em uma casa abandonada, mas acabam sendo brutalmente assassinados. O único sobrevivente é interrogado, e diz que o local está possuído por demônios e serve como um portal para o inferno. Um policial (Frank Grillo) e uma psicóloga (Maria Bello) não acreditam nessa história e passam a investigar o caso. 

## Elenco
- Maria Bello como Dr. Elizabeth Klein
- Frank Grillo como Detective Mark Lewis
- Cody Horn como Michelle
- Dustin Milligan como John
- Megan Park como Jules
- Scott Mechlowicz como Bryan
- Aaron Yoo como Donnie
- Tyson Sullivan como Luke Elton
- Alex Goode como Sam
- Ashton Leigh como Sara Mathews
- Terence Rosemore como Jenkins
- Jesse Steccato como Peter
- Meyer DeLeeuw como Henry
- Griff Furst como Reeves